# Amphipyra lutescens
Amphipyra lutescens là một loài bướm đêm trong họ Noctuidae.